# Chelelo
Eleazar García Sáenz (Mier, Tamaulipas, 28 de septiembre de 1924-Monterrey, Nuevo León, 24 de agosto de 1999), conocido de manera artística como Chelelo, fue un actor y comediante mexicano. Realizó diversas películas junto al también actor, Antonio Aguilar.

## Biografía y carrera
Inició su carrera en la frontera como músico (podía ejecutar la guitarra y el contrabajo) grabando sus primeras canciones sobre todo para discos Falcón, pero también para Columbia.
Sin esta primera etapa no se puede entender el personaje norteño cómico que creó Eleazar García, que más adelante sería conocido como «Chelelo».

### Muerte
El 24 de agosto de 1999, Chelelo falleció en Monterrey, Nuevo León, a los 74 años de edad.

## Discografía selecta
Incursionó en diferentes géneros como la ranchera, ranchera-polka, norteño, western (vaquera).
Como compositor y arreglista produjo sobre todo canciones cómicas (parodia):
- El Tuerto Eduviges (Eleazar García)
- La Chiva (Eleazar García)
- Pelos Bill  (Eliot Daniel / Arr: Eleazar García)

Pero también grabó, acompañado algunas veces de los grupos Los Norteños, y también de Los Chenchos, y  Los Codos (de Don Matías, con Ciro Barrera, Tello Mantecón y Juan Largo):
- Cómo te Va (Leonel Rodríguez)
- Con Cualquiera (Héctor Muñoz)
- Corrido De Las Poquianchis (Jesús Ayala)
- El Chango Negro (Lalo García)
- El Chupón (Noé Santos)
- El Gato Viudo (Salvador Flores Rivera)
- El Rebote (Leonel Rodríguez)
- En Toda La Chapa (Jorge Cabrera Centeno)
- Juan Tatachún (Víctor Cordero)
- (Francisco Moure)
- La Boda De Cuco Y Pancha (Fidencio Alanís)
- La Culebra Loca (Salvador González Suarez)
- La Mazorca (Fidencio A. Alanís)
- La Muerte De Pancha (Juan Romero - Juan Francisco Acosta)
- La Vaca De Ventura (Ventura Romero)
- La Venganza De Los Tres (Héctor Muñoz)
- Ladrillo (Juan De Días Filiberto)
- Pancha Pistolas (Clara Luz Delmar)
- Pobre Tom (Chava Flores)
- Tita (Fidencio A. Alanís)
- Trina La Güera (Laredo – García)
- Truene El Chiquete (C. Barrera)

Y otras al parecer de autor reconocido:
- Adolorido
- El De Los Callos
- La Mancha
- Las Pajuelas
- Chuchena
- Mezcalino

## Filmografía selecta
- Los hermanos Del Hierro (1961)
- El caballo blanco (1962)
- La Gitana y el Charro (1964)
- El revólver sangriento (1964)
- Viento negro (1965), con la cual obtuvo una Diosa de Plata
- El hijo de Gabino Barrera (1965)
- Amor a ritmo de go go (1966)
- Juan Pistolas (1966)
- Lauro Puñales (1969)
- El ojo de vidrio (1969)
- Vuelve el ojo de vidrio (1970)
- El pueblo del terror (1970)
- Valente Quintero (1973)
- Nobleza Ranchera (1975)
- Contrabando y Traicion (título alternativo, Camelia la Texana) 1977
- El miedo no anda en burro (1976)
- Huevos rancheros (1982)
- El rey de oro (1982)
- El Traficante (1983)
- El Vengador del 30-06 (1983)
- Todos Eran Valientes (1983)
- Los  Peseros (1984)
- El Traficante 2 (1984)
- La Muerte Cruzó el Río Bravo (1984)
- La Cárcel De Laredo (1985), por la cual recibió premio en el Festival Internacional de Cine en Rusia